# Ukrainische Eishockeynationalmannschaft
Die ukrainische Eishockeynationalmannschaft der Männer wird nach der Weltmeisterschaft 2017 in der IIHF-Weltrangliste auf Platz 22 geführt. Die Mannschaft gehört zum ukrainischen Eishockeyverband. Trainer der Mannschaft ist Oleksandr Sawizki.

## Geschichte

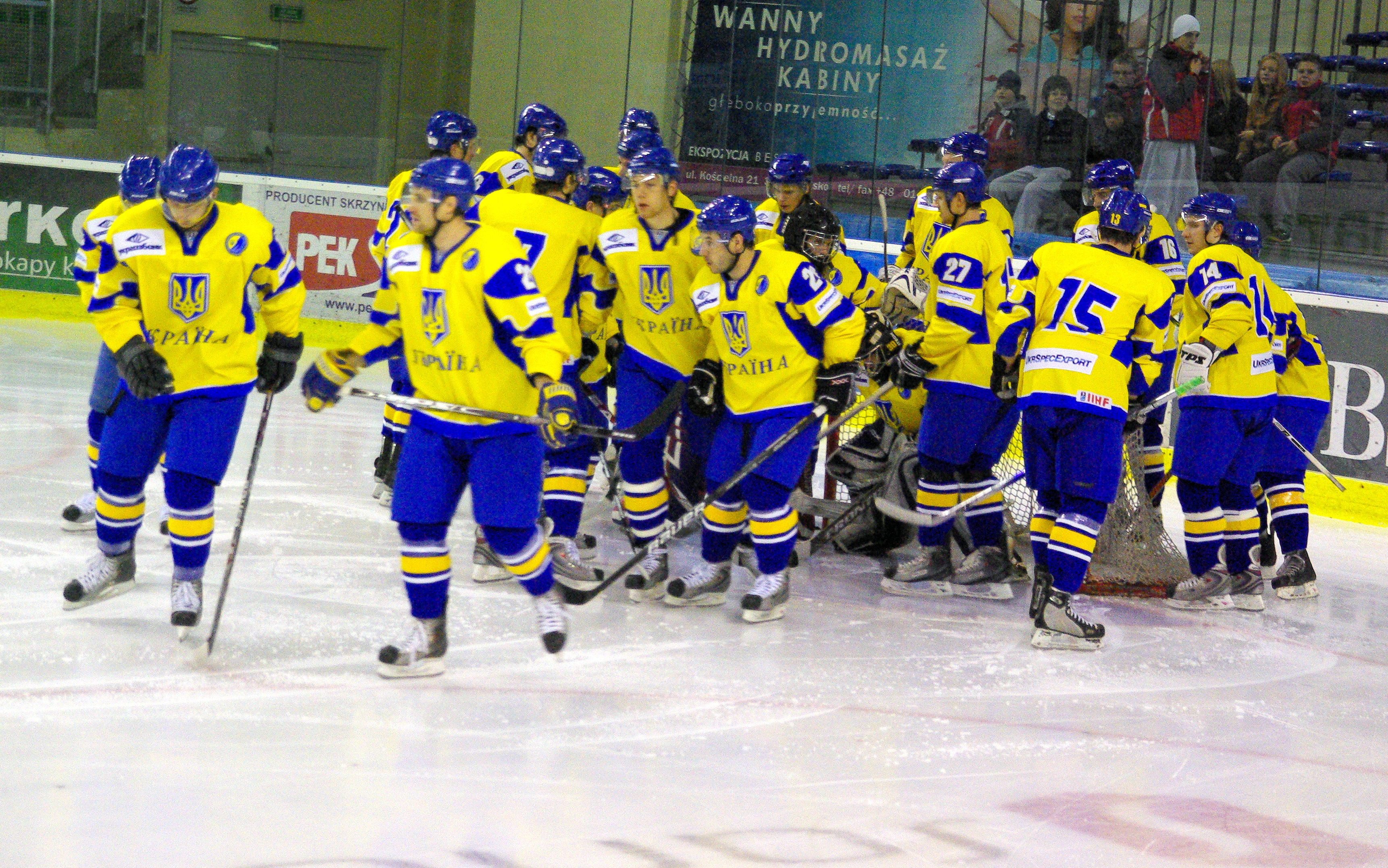
Die Ukrainische Nationalmannschaft in Sanok (2011)

Gegründet wurde die ukrainische Eishockeynationalmannschaft nach der Auflösung der Sowjetunion. 1993 trat die Mannschaft erstmals bei einer Weltmeisterschaft an und belegte bei der C-WM den zweiten Platz hinter Lettland. Auch in den nächsten Jahren mussten die Ukrainer gleichfalls neu gegründeten Nationalmannschaften (Slowakei, Belarus, Kasachstan) den Vortritt lassen, sodass erst 1997 der Aufstieg in die B-WM gelang. 1998 stieg die ukrainische Eishockeynationalmannschaft direkt in die A-WM auf, in der sie sich bis 2007 behaupten konnte, da allerdings wieder in die Division I abstieg. Zur Vorbereitung auf die jährlichen Weltmeisterschaften nimmt die Nationalmannschaft regelmäßig an Turnieren der Euro Ice Hockey Challenge teil.

## Olympische Ergebnisse
- 1994–1998 – nicht qualifiziert
- 2002 – 10. Platz
- 2006–2022 – nicht qualifiziert

## Platzierungen bei den Weltmeisterschaften
- 1993 – 18. Platz (2. C-WM)
- 1994 – 23. Platz (3. C-WM)
- 1995 – 23. Platz (3. C-WM)
- 1996 – 22. Platz (2. C-WM)
- 1997 – 21. Platz (Sieger C-WM)
- 1998 – 17. Platz (Sieger B-WM)
- 1999 – 14. Platz
- 2000 – 14. Platz
- 2001 – 10. Platz
- 2002 – 9. Platz
- 2003 – 12. Platz
- 2004 – 14. Platz
- 2005 – 11. Platz
- 2006 – 12. Platz
- 2007 – 16. Platz
- 2008 – 19. Platz (2. Division I, Gr. B)
- 2009 – 20. Platz (2. Division I, Gr. B)
- 2010 – 19. Platz (2. Division I, Gr. B)
- 2011 – 21. Platz (3. Division I, Gr. B)
- 2012 – 22. Platz (6. Division IA)
- 2013 – 23. Platz (1. Division IB)
- 2014 – 20. Platz (4. Division IA)
- 2015 – 22. Platz (6. Division IA)
- 2016 – 23. Platz (1. Division IB)
- 2017 – 22. Platz (6. Division IA)
- 2018 – 26. Platz (4. Division IB)
- 2019 – 27. Platz (5. Division IB)
- 2020–2021 – keine Austragung
- 2022 – 24. Platz (3. Division IB)
- 2023 – 24. Platz (2. Division IB)
- 2024 – 23. Platz (1. Division IB)
- 2025 – 19. Platz (3. Division IA)

## Nationaltrainer

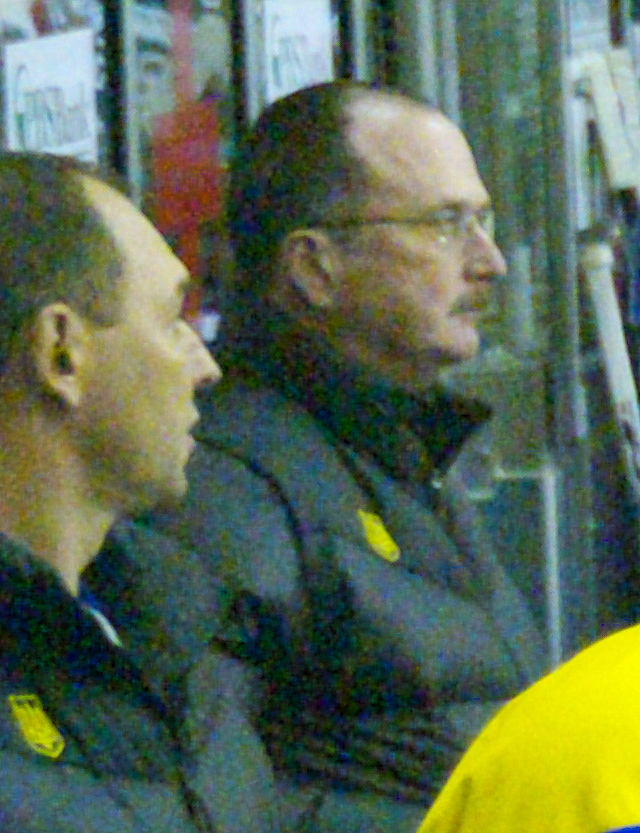
Dave Lewis als Nationaltrainer der Ukraine (2010)

- Alexander Fadejew (1993–1994)
- Anatoli Bogdanow (1994–2003)
- Oleksandr Seukand (2004–2007)
- Wladimir Golubowitsch (2008–2009)
- Oleksandr Seukand (2009)
- Michail Sacharow (2009–2010)
- Dave Lewis (2010–2011)
- Anatoli Chomenko (2011–2012)
- Oleksandr Kulykow (2012–2013)
- Andrei Nasarow (2013–2014)
- Oleksandr Hodynjuk (2014–2015)
- Oleksandr Sawizki (seit 2015)